# Gottfried Hoby
Gottfried Hoby (* 25. April 1915 in Flums; † 4. Oktober 2005 ebenda) war ein Schweizer Politiker (CVP).

## Biografie
Der Rechtsanwalt Gottfried Hoby wurde 1948 in das St. Galler Kantonsparlament gewählt. Von 1951 bis 1957 war er Präsident der staatswirtschaftlichen Kommission und von 1957 bis 1958 Präsident des Kantonsparlamentes.
Von 1960 bis 1980 war Hoby Mitglied der St. Galler Kantonsregierung als Leiter des Sanitäts- und Justizdepartements. Unter seiner Leitung des Sanitätsdepartements wurde das St. Galler Spitalwesen ausgebaut, Ausbildungsstätten für Berufe des Gesundheitswesens gegründet und die Präventivmedizin etabliert.
Ab den 1960ern war Hoby in den Vorständen der schweizerischen Sanitätsdirektoren-Konferenz sowie der interkantonalen Kontrollstelle für Heilmittel, heutige Swissmedic.
Er war dreimal Landammann:
- 1. Juli 1963 bis 30. Juni 1964
- 1. Juli 1970 bis 30. Juni 1971
- 1. Juli 1977 bis 30. Juni 1978

1982 wurde Hoby zum Mitglied des Direktionsrates und des Zentralkomitees des Schweizerischen Roten Kreuzes ernannt.

## Werke (Auswahl)
- Die rechtliche Stellung der privaten Polizei in der Schweiz ("Securitas" A.G.), mit besonderer Berücksichtigung ihrer polizeirechtlichen und allgemein öffentlichrechtlichen Beziehungen. St Gallen: Buchdruckerei Ostschweiz A.G. 1940. (Diss. Jur., Univ. Freiburg, Schweiz).
- Synthese in der schweizerischen Staats- und Gesundheitspolitik . Aarau: Schweizerisches Krankenhausinstitut 1976, ISBN 3859090062. (Schriftenreihe des SKI; 7).
- Von der Spar- und Credit-Cassa Flums zur Bank Linthgebiet-Sarganserland. Ein Querschnitt durch die 100jährige Geschichte der Sarganserländischen Regionalbank (1889-1989). Uznach: Bank Linthgebiet-Sarganserland 1990, ISBN 3907926021.